# 雞米花

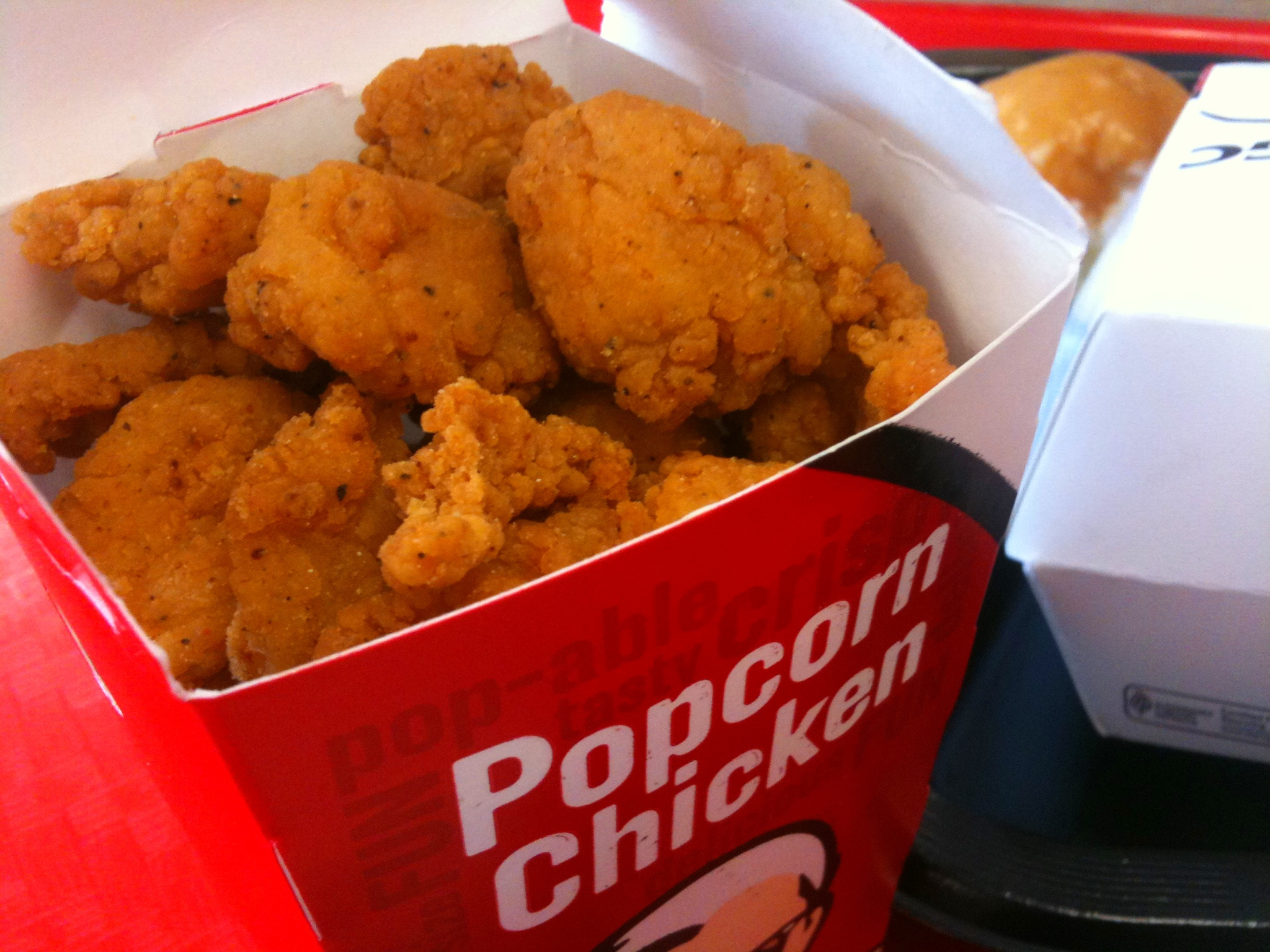
肯德基雞米花

雞米花（英文：Popcorn chicken）指的是一種典型的美式炸雞塊，把裹了麵包屑的小块鸡肉放入電子鍋油炸，最初由肯德基推出，後來逐漸普及至全美國。

## 肯德基
雞米花是由食品技术专家Gene Gagliardi发明。 1992年3月，美国開始有門店推出雞米花試吃產品，同年9月在美國全国上市，與台灣的鹹酥雞是不同的來源。